# 규폐증
규폐증(硅肺症, silicosis)은 규산 성분이 있는 돌가루가 폐에 쌓여 생기는 질환이다. 광부, 석공, 도공, 돌 따위의 연마공 등에서 주로 볼 수 있는 직업병이다. 영상학적 소견으로 주로 상엽의 결절의 형태가 보이며 염증과 반흔이 특징이다. 증상은 호흡곤란, 기침, 열, 청색증 등이 있다. 종종 폐부종, 폐렴, 결핵으로 오진되기도 한다. 무엇보다도 예방과 조기 발견이 중요하며, 마스크 사용, 환기시설, 작업 환경의 개선이 시급하게 이루어져야 한다.
규폐증으로 2013년에는 전세계적으로 46,000명이 사망하였다.
규폐증 (silicosis) 이라는 이름은 1870년 Achille Visconti(1836–1911)으로부터 유래하였다. 먼지를 흡입하는 것이 호흡기 문제를 일으킬 수 있다는 것은 고대 그리스와 로마시대부터 인식되었다. 16세기 중반에 Agricola는 광부들의 먼지흡입으로부터 발생하는 폐 문제에 대해서 서술하였다. 1713년  Bernardino Ramazzini는 채석장 인부들의 천식성 증상들과 폐에서 발견되는 모래같은 물질에 대해서 언급하였다. 산업화와 함께 공사현상에서 먼지는 더 많이 생산되었고 규폐증의 발생도 증가하였다.

## 같이 보기
- 진폐증